# Бургобербах
Бургобербах (нем. Burgoberbach) — община в Германии, в земле Бавария. 
Подчиняется административному округу Средняя Франкония. Входит в состав района Ансбах.  Население составляет 3359 человек (на 31 декабря 2010 года). Занимает площадь 13,00 км².
Коммуна подразделяется на 7 сельских округов.

## Население
По оценке на 31 декабря 2015 года население общины Бургобербах составляет 3275 чел. 

| Дата      | 1840 | 1871 | 1900 | 1925 | 1939 | 1950 | 1961 | 1970 | 1987 | 2011 |
| --------- | ---- | ---- | ---- | ---- | ---- | ---- | ---- | ---- | ---- | ---- |
| Население | 1146 | 1062 | 1127 | 1177 | 1190 | 1862 | 1973 | 2311 | 2610 | 3258 |

| Год       | 1960 | 1970 | 1980 | 1990 | 2000 | 2009 | 2010 | 2011 | 2012 | 2013 | 2014 | 2015 |
| --------- | ---- | ---- | ---- | ---- | ---- | ---- | ---- | ---- | ---- | ---- | ---- | ---- |
| Население | 1950 | 2324 | 2420 | 2809 | 3211 | 3355 | 3359 | 3218 | 3214 | 3226 | 3244 | 3275 |